# Oriental Air Bridge
Oriental Air Bridge K.K. (japanisch オリエンタルエアブリッジ株式会社, Orientaru Ea Burijji Kabushiki-gaisha) ist eine japanische Regionalfluggesellschaft mit Sitz in Nagasaki und Basis auf dem Flughafen Nagasaki.

## Geschichte
Die Fluggesellschaft wurde 1961 als Nagasaki Kōkū (長崎航空) gegründet. Im Jahr 2001 wurde der Name in Oriental Air Bridge geändert.

## Flugziele
Oriental Air Bridge fliegt von Nagasaki, Fukuoka und dem Flughafen Chūbu aus mehrere Ziele im südlichen Japan an.

## Flotte
Mit Stand Oktober 2024 besteht die Flotte der Oriental Air Bridge aus zwei Flugzeugen mit einem Durchschnittsalter von 1,7 Jahren:
| Flugzeugtyp | Luftfahrzeugkennzeichen | Anmerkungen | Sitzplätze |
| ----------- | ----------------------- | ----------- | ---------- |
| ATR 42-600  | JA10RC                  |             | 48         |
| ATR 42-600  | JA20RC                  |             | 48         |

Die Flotte wurde in den letzten Jahren durch Flugzeuge vom Typ ATR 42-600 erneuert. Ein erstes dieser Flugzeuge wurde im Dezember 2022 an die Fluggesellschaft übergeben, ein zweites im Juli 2023.
Die vorher genutzten De Havilland DHC-8-200 wurden von August 2022 bis Juni 2024 ausgemustert.
Zusätzlich nutzt die Fluggesellschaft vier De Havilland DHC-8-400 mit je 74 Sitzen. Hierbei handelt es sich um Codeshare-Flüge mit der ANA Wings.